# خورشیدگرفتگی ۱۱ مه ۲۰۵۹
خورشیدگرفتگی ۱۱ مه ۲۰۵۹ (به انگلیسی: Solar eclipse of May 11, 2059) یک خورشیدگرفتگی از نوع خورشیدگرفتگی کامل است. این خورشیدگرفتگی در تاریخ ۱۱ مه ۲۰۵۹ میلادی (‎۲۱ اردیبهشت ۱۴۳۸ خورشیدی) روی خواهد داد که زمان اوج آن، ساعت ۱۹:۲۲:۱۶ به‌وقت ساعت هماهنگ جهانی است. مدت زمان و طول این خورشیدگرفتگی ۲ دقیقه و ۲۳ ثانیه خواهد بود.